# Municipio de Galesburg (Illinois)
El municipio de Galesburg (en inglés: Galesburg Township) es un municipio ubicado en el condado de Knox en el estado estadounidense de Illinois. En el año 2010 tenía una población de 366 habitantes y una densidad poblacional de 6,6 personas por km².

## Geografía
El municipio de Galesburg se encuentra ubicado en las coordenadas 40°54′39″N 90°24′41″O / 40.91083, -90.41139. Según la Oficina del Censo de los Estados Unidos, el municipio tiene una superficie total de 55.44 km², de la cual 55,41 km² corresponden a tierra firme y (0,07 %) 0,04 km² es agua.

## Demografía
Según el censo de 2010, había 366 personas residiendo en el municipio de Galesburg. La densidad de población era de 6,6 hab./km². De los 366 habitantes, el municipio de Galesburg estaba compuesto por el 93,44 % blancos, el 0,82 % eran afroamericanos, el 0,27 % eran asiáticos, el 1,64 % eran de otras razas y el 3,83 % eran de una mezcla de razas. Del total de la población el 3,28 % eran hispanos o latinos de cualquier raza.